# سن-ژان-د-لسن
سن-ژان-د-لسن (به فرانسوی: Saint-Jean-de-Losne) یک کمون در فرانسه با جمعیت ۱٬۲۰۴ نفر است که در Canton of Saint-Jean-de-Losne واقع شده‌است.